# Гиј
Гиј (фр. Guil) је река у Француској. Дуга је 52 km. Улива се у Диранс. 